# Darling Légitimus
Darling Légitimus, nome d'arte di Mathilda Marie-Berthilde Paruta (Le Carbet, 21 novembre 1907 – Le Kremlin-Bicêtre, 7 dicembre 1999), è stata un'attrice e cantautrice francese.

## Biografia
Originaria della Martinica, a 16 anni arrivò a Parigi, dove posò per Pablo Picasso e per lo scultore Paul Belmondo.
Cantautrice di musica caraibica e attrice teatrale, recitò in numerosi film tra cui Vite vendute (1953), Le vergini di Salem (1957) e Ultimo tango a Parigi (1972).
Per il film Via delle capanne negre (1983), vinse la Coppa Volpi per la migliore interpretazione femminile alla 40ª Mostra internazionale d'arte cinematografica di Venezia.

## Filmografia parziale
- Vita di un commesso viaggiatore (Casimir), regia di Richard Pottier (1950)
- Vite vendute (Le Salaire de la peur), regia di Henri-Georges Clouzot (1953)
- Il grande giuoco (Le Grand jeu), regia di Robert Siodmak (1954)
- Anime bruciate (Un Missionnaire), regia di Maurice Cloche (1955)
- Le vergini di Salem (Les sorcières de Salem), regia di Raymond Rouleau (1957)
- Il magnifico detective (Comment qu'elle est!), regia di Bernard Borderie (1960)
- La poupée, regia di Jacques Baratier (1962) - non accreditata
- Ultimo tango a Parigi, regia di Bernardo Bertolucci (1972)
- Il cadavere era già morto (Les vécés étaient fermés de l'intérieur), regia di Patrice Leconte (1976)
- Via delle capanne negre (Rue cases nègres), regia di Euzhan Palcy (1983)